# شرط سابق
الشرط السابق أو اشرط الواقف (بالإنجليزيهcondition precedent): هو عبارة عن حدث أو حالة مطلوب تحققه قبل حدوث شيء آخر.في قانون العقود، الشرط السابق هو حدث يجب أن يقع، إلا في حالة تعذر حدوثه، قبل استحقاق التنفيذ بموجب العقد، أي قبل وجود أي التزام بموجب العقد.. مثال على ذلك (اشتراط البائع على المشتري أن يقوم ببيعه السيارة عند حصوله على درجة البكالوريس) عند تحقق الشرط يصبح نافذ وملزم تنفيذ الالتزام تنفيذ عيني(بالإنجليزيه:best excution).
في قانون الميراث والائتمان، الشرط السابق يكون حكم في الوصية أو الثقة والذي يمنع منح هدية إلا عند حدوث شيء أو عدم حدوث شيء، على سبيل المثال بلوغ سن معين أو وفاة شخص آخر.للمقارنة، ينتهي الشرط اللاحق بالتزام (بالإنجليزية:extinguish ) يزيل الالتزام أما الشرط السابق ينشئ بالتزام ( obligation create)
في لغات البرمجهdo while loop, الشرط(while) إذا تحقق الشرط يتم تنفيذ (do).تعد حلقة whileعبارة عن عبارة تحكم تسمح بتنفيذ التعليمات البرمجية بشكل متكرر بناء على شرط منطقي سابق. على عكس ذلك فان تنص على التنفيذ المستمر للإجراء مالم يتم تحديد شرط معين على انه خطا .

أنواع الشرط:(بالإنجليزية: Types of conditions)
1.الشرط الاحتمالي(بالإنجليزية: condition probable)وهو الشرط الذي لا يتمكن الدائن والمدين من معرفة إمكانية حدوثه من عدم حدوثه، مثال ذلك البورصة أو حالة الطقس
2.الشرط الإرادي البسيط(بالإنجليزية:simple voluntary)وهو الشرط الذي يوجد فيه إرادة بسيطة مثال على ذلك بيع مزرعة مقابل زراعه نوع محصول معين )يكون هذا الشرط مكون من التزامين الأول التزام أساسي وهو بيع المزرعة والتزام ثانوي وهو الزراعة.
3.الشرط المختلط(بالإنجليزية:mixed condition) هو شرط يتدخل بتحققه طرف ثالث، مثال على ذلك، قيام مكتب محاماة  باشتراطه توظيف الموظف ا في حالة موافقة أحد الموكل ب بالتعاقد معه (واقف على موافقه طرف ثالث وهو الموكل ب)
4.الشرط الإرادي المحض(بالإنجليزية:pure condition):إذا تعلق هذا الشرط الواقف على إرادة المدين المحضة فهو باطل.لكن يوجد حالة استثنائية وهي ربط الشرط بأجل معين يكون صحصح بالنسبة للمدين
شروط الشرط:
1أن يكون مشروع 
2.أن يتوافر فيه شروط الاتفاق
3.أن يكون ممكن غير مستحيل 
4.حدث مستقبلي 

## أمثلة[edit]
1.اشترط المؤجر على المستأجر على أن يقوم بتأجيره إحدى شققه على أن يقوم المستأجر بطلاء الشقة .(عقد ايجار صحيح واقف على شرط سابق وهو طلاء الشقة).عند تحقق الشرط يصبح نافذ وملزم.
2.اشترط البائع على المشتري أن يقوم ببيعه السيارة عند حصوله على درجة البكالوريس) عند تحقق الشرط يصبح نافذ وملزم.